# Ouragan Danielle (2004)
Pour les articles homonymes, voir Cyclone tropical Danielle.
L’ouragan Danielle est le 4e cyclone de la saison cyclonique 2004 de l'Atlantique. Il n'a touché aucune terre habitée.

## Chronologie
Tôt le 12 août, une vigoureuse onde tropicale quitte la côte occidentale de l'Afrique. Elle s'organise rapidement aux large des îles du Cap-Vert. La dépression tropicale n°4 prend naissance le 13 août vers 1200 UTC à 450 km au sud-sud-est des Îles du Cap Vert de cette onde tropicale. Les conditions sont favorables à un renforcement de la dépression, avec particulièrement la présence d'eau chaude. La dépression tropicale entreprend donc une phase de renforcement accéléré. Elle devint ainsi une tempête tropicale le 14 août à 000 UTC, Danielle. Puis, le 15 août à 00 UTC, Danielle est promu ouragan, et continu en atteignant la catégorie 2 en fin d'après-midi. En 48 heures, Danielle a perdu presque 40 hectopascals. Danielle atteindra son maximum d'intensité le 16 août vers 1800 UTC. Son intensification s'est probablement arrêté à cause de la taille très petite de l'œil de Danielle et de l'apparition d'un cisaillement vertical. Puis, Danielle redevient une tempête tropicale le 18 août à 1200 UTC, et deux jours plus tard à 1800 UTC, une dépression tropicale, qu'elle ne sera plus le 21 août à plus de 1300 km à l'ouest-sud-ouest des Açores. Sa dissipation totale aura lieu dans la nuit du 24 au 25 août.
Sa trajectoire orientée quasi en permanence vers le nord-ouest l'amène loin de toute terre habitée.